# Chihuahuan Desert Nature Center and Botanical Gardens
Chihuahuan Desert Nature Center and Botanical Gardens ist ein gemeinnütziges (nonprofit) Nature Center mit botanischem Garten auf dem Gelände der Mutterorganization Chihuahuan Desert Research Institute in Texas, Vereinigte Staaten.

## Lage
Der botanische Garten liegt am Texas State Highway 118 etwa 4 mi (6 km) südlich von Fort Davis. Der Park umfasst auf einer Fläche von 507 acre (205 ha) Grasland, Eichen-bestandene Hügel, vulkanische Berge, Canyon-Bäche und temporäre Feuchtgebiete in der Chihuahua-Wüste. Der Garten liegt dabei auf einem vulkanischen Plateau nördlich eines Bergfußes.
Das Besucherzentrum aus Lehmziegeln liegt auf einer Höhe von 5040 ft (fast 1 mi=5.280 ft; 1540 m) über dem Meer. Die Berge der Davis Mountains in der Umgebung bilden ein Sky Island mit niedrigeren Temperaturen und, mit steigender Höhe, auch zunehmendem Jahresniederschlag im Verhältnis zur umgebenden Wüsten-Ebene.

## Garten
Es gibt Ausstellungen über die Geologie und Geschichte der Davis Mountains und über die Verbindung von Kultur und Geschichte zur Geologie; daneben gibt es Exponate zur Geschichte und Kultur des Bergbaus (mining) in der Wüste.
Der Park bietet Wanderwege mit einer Gesamtlänge von fast 8 km, die zu Quellen und Teichen führen und die Geologie erfahrbar werden lassen, sowie Panorama-Blicke bieten. Besonders erwähnenswerte Beispiele für die lokale Pflanzenwelt sind einige Exemplare von Erdbeerbäumen (madrone), die die größten ihrer Art in Texas sind, majestätische Exemplare der Spätblühenden Traubenkirsche (Prunus serotina, Southwestern chokeberries) und Weißdorne (Tracey hawthornes); siebzehn Arten von Farnen leben in den Spalten der Canyon-Wände, sowie viele Sukkulenten und Kakteengewächse.
Außerdem bietet der Park Lebensraum für zahlreiche Vogelarten vom Truthahngeier und Truthuhn bis hin zu Kolibris, die in der Gegend überwintern und Rastplätze für Zugvögel, wie Montezumawachtel, Rennkuckucke und Trupiale (New World oriole).
Die Botanische Abteilung des Parks umfasst 20 acre (8 ha) und beherbergt 165 Baumarten, Büsche und Stauden der Chihuahua-Wüste im Arboretum.
Eine Kaktus- und Sukkulentensammlung  mit 200 Arten ist im Gewächshaus untergebracht. Viele dieser Arten blühen im März und April.
Ein „wildscape garden“ wurde 2004 rund um das Besucherzentrum angelegt, um Vögeln, Kleinsäugern und anderen Tieren Nahrungs-, Wasser- und Ruheplätze anzubieten.
Im Pollinator Garden sollen seit 2007 vor allem Kolibris, Schmetterlinge, Bienen, Wespen und Schwebfliegen (flower flies) angelockt werden. Im benachbarten Moon Garden locken die Düfte nachtblühender Pflanzen nächtliche Blütenbestäuber an. Dieses Projekt wurde durch Mittel des Institute of Museum and Library Services finanziert.
2004 wurde die Chihuahuan Desert Field School gegründet, die ursprünglich für Schüler aus Brewster County, Jeff Davis County und Presidio County ausgerichtet war. Mittlerweile hat sie ihren Einzugsbereich weit über die Big Bend Region ausgedehnt. Auch ein Life-Long Learning Program wird angeboten, welches seit 2008 von der Texas Education Agency als Continuing Professional Education Provider anerkannt ist.